# Bancroft (crater)

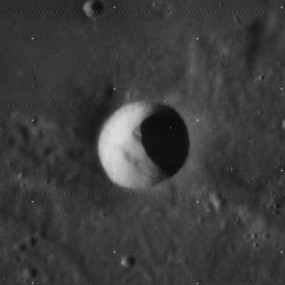

Bancroft este un crater de impact pe fața vizibilă a Lunii. Denumirea a fost adoptată, în mod oficial, de Uniunea Astronomică Internațională (UAI) în 1976, cu referire la Wilder Dwight Bancroft (1867-1953).
Înainte de această dată, craterul Bancroft era identificat ca Archimedes A, crater satelit al craterului Archimedes.